# DONET

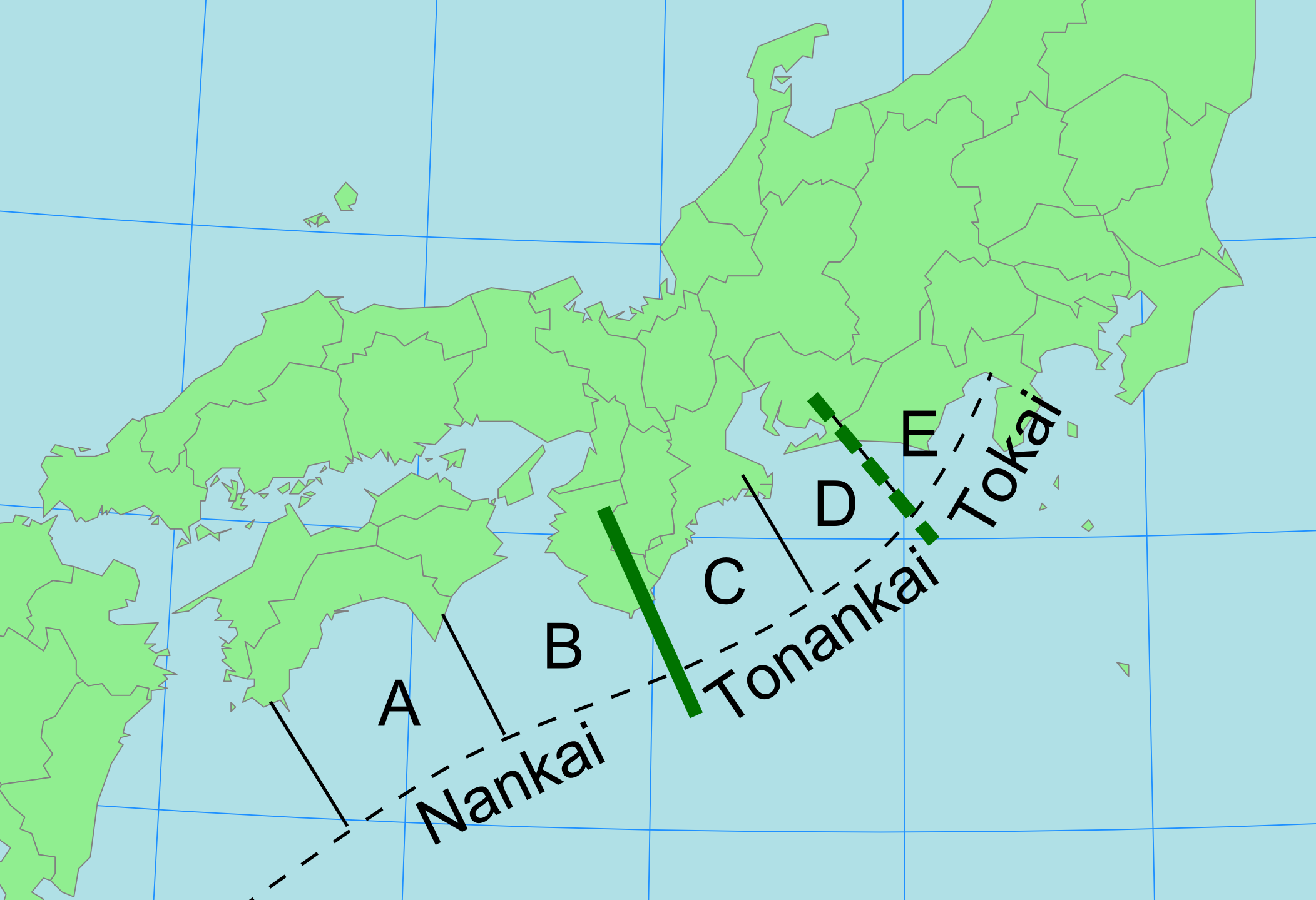
東海・東南海・南海地震震源域、このC領域がDONETの観測域

DONETとは、Dense Oceanfloor Network system for Earthquakes and Tsunamisの略称で 海洋研究開発機構により構築され防災科学技術研究所が運用管理する熊野灘沖の南海トラフで発生すると想定されている東南海地震の想定震源域の一部に敷設されている地震・津波観測監視システムのひとつ。DONET1とも表記することがある。なお、南海地震の想定震源域には、DONET2が敷設されている。

## 概要

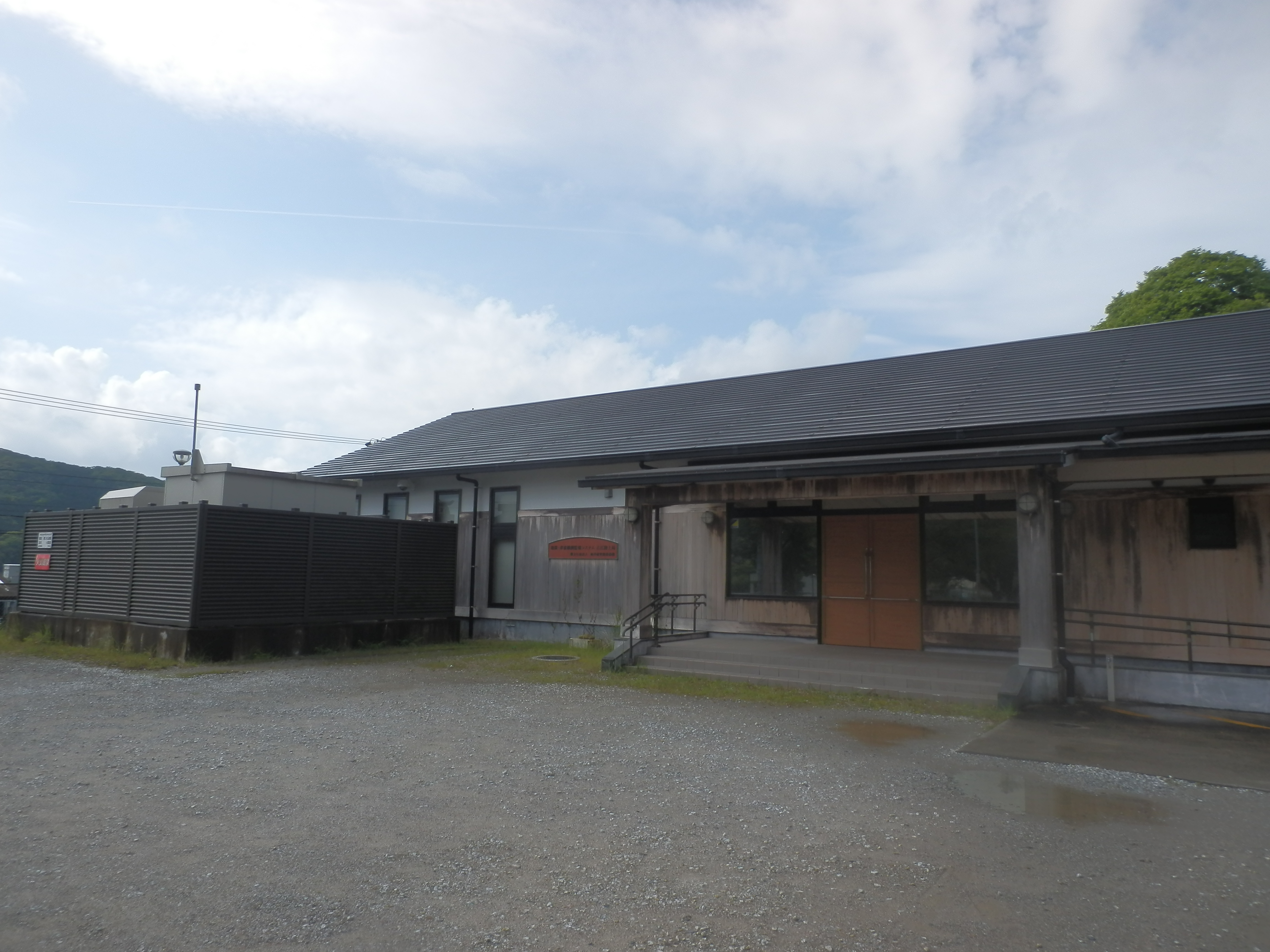
DONET尾鷲陸上局

観測ケーブルの基点となる陸上局は三重県尾鷲市古江町にあり、紀伊半沖合約125km先の水深約1,900〜4,300mの海底に総延長約250kmのループ上の基幹ケーブルが敷設されている。ケーブルの途中5カ所には拡張用分岐装置があり、それぞれ4つ合計20カ所の観測点が接続され、稠密に配置された観測点により地震や津波等のリアルタイム観測が高精度で行われている。
観測点には、強震計、広帯域地震計、水晶水圧計、微差圧計、ハイドロフォン、精密温度計が設置され、地殻変動のようなゆっくりした動きから大きな地振動まであらゆるタイプの海底の動きを確実に捉える。また、統合国際深海掘削計画（IODP）「南海トラフ地震発生帯掘削計画ステージ4に基づき尾鷲市から南方90km沖合の水深1,938mに、深部探査船「ちきゅう」が敷設した超深度掘削孔内の約780〜980mの深度には、歪計、温度計、間隙水圧計、広帯域地震計が設置されている。 
観測データは陸上局から専用回線によりリアルタイムで防災科学技術研究所、気象庁に配信され緊急地震速報、津波警報、地震の震源解析などの為に利用されている。
観測機器の敷設には、潜行深度を4,500mまで対応させたROVハイパードルフィンと支援母船として海洋調査船のかいようが使用された。
1. 通信用海底ケーブル技術を用いた高信頼性能を持つ両端陸揚げの基幹ケーブルシステム。
2. 海底における科学観測を実施するために必要な機能が集約されたノード。
3. 最新鋭のセンサー群から構成される交換可能な観測装置。

### 地震計
東南海・南海地震の想定震源域では、超低周波地震が発生している事を防災科学技術研究所の高感度地震観測網が捉えていたが、震源から離れた陸上の観測点であるため滑り箇所（断層）の特定までは行えていなかった。この超低周波地震で発生する周期50秒から1秒の長周期帯域の地震波の観測を、想定震源近くの複数観測で行い高品位のデータを採集することが必要とされたが、従来から海底地震計として使用されてきた自己浮上型海底地震計（OBS）は、長周期帯域の地震波の観測能力が無いほか、海底広帯域地震計は海底の水流の影響で揺り動かされるため、観測データはノイズに埋もれ高品位のデータは得ることが出来なかった。この問題を解決するため、地震計は海底下を約1m掘削し埋設される。特に、水深1,500mよりも浅い海域では、底引き網からケーブルと観測機器を守る必要性も生じる。
- 強震計 - Metrozet TSA-100S[2]

## 目的
1. 地震によって発生する震動及び津波の発生を震源に近い場所で捉え、陸上観測点より10数秒早く検知し被害を最小限に抑えるための警報を発する。
2. 想定震源域で発生する陸上では捉えられない微小な地震を、多点同時、リアルタイムで観測し地震発生メカニズムを解明する。

## 略歴
- 2006年 文部科学省から海洋研究開発機構への補助事業として「地震・津波観測監視システム開発」の研究開発着手[3]。
- 2011年8月26日 本格運用開始。
- 2013年 ちきゅうが設置した長期孔内観測装置と接続、リアルタイム監視を開始[4]。
- 2014年 5月30日から20観測点のうち4地点からの観測データが入手できない状態であることが発表された[5]。
- 2015年3月31日 2014年5月末から欠測していた観測点の機器を交換し、観測データが正常に配信されていることが発表された[6]。
- 2016年4月1日 管理主体が海洋研究開発機構から防災科学技術研究所に移管された[7]。

## 汎用
DONETで得られた情報は即時、JR東海・東海道新幹線の新幹線総合指令所やJR西日本・山陽新幹線の運転指令所へ転送提供され、必要に応じて新幹線を緊急停止させるために活用される。

## 類似の観測網
- DONET2 - 紀伊水道から四国沖に敷設され、南海地震の想定震源域を観測
- N-net - 日向灘(都井岬)から四国沖(室戸岬)を結ぶ海域において整備が進められている地震津波観測網
- 日本海溝海底地震津波観測網[9] - 東北地方太平洋沖地震をきっかけとして整備済み
- 室戸岬沖
- 御前崎沖
- 釧路・十勝沖